# 河北省人民政府国有资产监督管理委员会
河北省人民政府国有资产监督管理委员会，简称河北省国资委，是中华人民共和国河北省人民政府直属正厅级特设机构，成立于2003年8月。河北省国资委负责监管河北省省属企业的国有资产，河北省人民政府授权其代表省政府履行出资人职责。

## 历史
河北省人民政府国有资产监督管理委员会挂牌成立于2003年8月27日。新设立的河北省国资委整合了原属河北省经贸委及各工业办公室、河北省体改办指导国有企业改革的职能，原属中共河北省委企业工委的管理国有企业负责人与领导企业党建工作职能，原属河北省财政厅的管理经营性国有资产职能，原属河北省劳动和社会保障厅审核省属企业工资总额和国有企业经营者收入分配政策的职能。
2003年，中共河北省委、河北省人民政府确定了“两增、两减、两分”的国企改革思路。两增即“国有企业增效”和“国有资产增值”，“两减”指的是“国有股占比减持”与“国企冗员减少”，“两分”是“主辅分离、辅业改制”和“分离企业办社会”。成立之后，河北省国资委即奉河北省政府命令会同河北省财政厅、人事厅等单位办理省属企业主辅分离、辅业改制、分离企业办社会职能。至2004年底，省属企业的企业办社会职能已经完成交接，分离移交了普通中小学校、医院、公安机构共计252个，分离人员31,157人，分出资产6.1亿元人民币。河北省国资委成立时，省人民政府授权其对58家省属企业履行出资人职责。之后，通过重组、退出劣势企业、部分企业转交属地管理，2006年时河北省国资委监管企业减少至26家。
2005年，河北省提出省内钢铁国企重组方案，打算以唐钢为主整合承钢、宣钢和其他钢铁资源组建北部钢铁集团，以邯钢为主体整合邢钢、石钢等钢铁资源组建南部钢铁集团。在南北两大钢铁集团重组之后，河北省还计划择机将南北两部再行重组。北部重组较为顺利，唐山钢铁股份、承德钢铁集团、宣化钢铁集团重组新的唐山钢铁集团在2006年2月28日正式于石家庄挂牌成立。南部重组则遇到了麻烦。2004年初河北省将邢台钢铁、石家庄钢铁等企业列入产权改革试点名单，河北省国资委将石家庄钢铁65％的股权卖给了香港企业中信泰富，邢台钢铁的控股权卖给了香港BNI公司。一面是重组迟迟没有进展，另一面央企、外资企业纷纷进入河北钢铁市场。2007年，河北省提出将唐钢整合邯钢的构想。2008年胡春华就任河北省代省长之后，河北钢铁重组提速。6月30日，河北钢铁集团揭牌成立，新成立的河钢集团整合唐山钢铁集团、邯郸钢铁集团，当时年产量排名中国第一、世界第五。2010年3月19日，河北钢铁集团正式从中信泰富手中买回石钢股权，控股石家庄钢铁。
在煤炭板块，河北省国资委通过兼并重组，组建了开滦集团、冀中能源集团两家特大企业。河北省所属张家口下花园煤矿、邯郸矿务局部分矿井、井陉矿务局部分矿井自20世纪90年代起陆续破产，长期依赖财政补助。相比之下，邢台矿业效益较好。河北省国资委先在2005年12月将邢矿集团与邯矿集团（已在2004年2月与前身为下花园煤矿的张家口盛源矿业公司实现重组）重组为金牛能源集团，2006年5月将井陉矿务局与金牛能源重组，完成重组的第一步。重组的第二步是联合金能和峰峰集团。由于峰峰集团实力较强，第二步遇到阻碍，直至2008年6月30日金能与峰峰联合重组成立的冀中能源集团才得以挂牌。
截至十一五末，河北省国资委已经基本完成了国企主辅分离、辅业改制、分离企业办社会、厅局属企业脱钩、劣势企业破产退出等任务，成功组建了河北钢铁、冀中能源、开滦集团、河北港口等大型企业集团，河北钢铁、冀中能源两大集团入列世界500强。2011年，河北省决定把重组上市作为国企改革的重点。2014年，河北省国资委开始推行四项改革试点，包括混合所有制、董事会授权、改组国资投资公司、股权激励。2016年8月，河北省国资委发布《省国资委监管企业深化改革“瘦身健体”工作意见》。根据此意见，2016年内河北省国资委将推动旗下企业的联合重组，将29家监管企业合并为17家。河北省国资委将重点打造河北建投、河北省国控公司两家大型国有资本投资平台和河钢集团、开滦集团、冀中能源、河北港口四家产业类国资投资公司。

## 监管企业
截至2016年底，河北省国资委监管企业总资产为10,030.2亿元人民币，较上一年上升5.3%；负债总额为7,110亿元人民币，比2015年上涨9.4%；净资产为2,920.2亿元，同比增长6.3%。2016年，河北省国资委监管企业的营业收入为8,094.6亿元，比2015年减少了3.5%；利润88.7亿元人民币，较2015年增加25%；利税292.6亿元人民币，比上年增长5.4%。
河北省国资委下属企业的上市公司包括河钢股份、冀中能源、开滦股份、河北宣工、华北制药、三友化工等。
以下列出2016年兼并之前河北省国资委的29家监管企业：
- 河钢集团有限公司
- 开滦（集团）有限责任公司
- 冀中能源集团有限责任公司
- 河北港口集团有限公司
- 河北省建设投资集团有限责任公司
- 华北制药集团有限责任公司
- 河北机场管理集团有限公司
- 河北航空投资集团有限公司
- 唐山三友集团有限公司
- 河北建工集团有限责任公司
- 河北省国有资产控股运营有限公司
- 河北省外贸资产经营有限公司
- 河北省物流产业集团有限公司
- 河北省粮食产业集团有限公司
- 河北省国和投资集团有限公司
- 财达证券有限责任公司
- 河北汽车集团有限公司
- 河北融投控股集团有限公司
- 河北旅游投资集团股份有限公司
- 河北省招标集团有限公司
- 河北省资产管理有限公司
- 河北省信息产业投资集团有限公司
- 河北省国富农业投资集团有限公司
- 河北科技投资集团有限公司
- 煤炭设计工业石家庄设计研究院
- 河北省机械科学研究设计院
- 邢台钢铁有限公司
- 河北省金融租赁有限公司
- 河北冀雅电子有限公司

## 历任主任
- 王增力（2003年8月－2005年3月）
- 赵世洪（2005年3月－2008年1月）
- 周杰（2008年3月－2015年1月，后因任职期间受贿被判处14年有期徒刑）
- 王昌（2015年1月－2018年10月）
- 呂志成（2018年10月－2019年12月）
- 王普清（2021年7月－）